# عمادالدین شیرازی
عمادالدین محمود بن مسعود شیرازی پزشک ایرانی اواسط قرن ۱۶ میلادی بود.
وی پزشکی را نزد پدرش محمودبکر، چشم‌پزشک شاه عباس، در شیراز فرا گرفت و خود نیز شاگردان فراوانی تربیت نمود. در ابتدا در خدمت حاکم شیروان بود اما مورد غضب وی قرار گرفت. مجازات وی گذراندن یک شب در بیرون از منزل، در میان برف و سرما بود. عمادالدین آن شب را با استفاده از افیون(تریاک) به سر برد. اگرچه عوارض اولیه سرمازدگی در او از بین رفت اما تا آخر عمر دچار رعشه بود. این مجازات و استفاده از تریاک و دیدن نتیجه کار وی را متقاعد نمود که می‌توان از تریاک به عنوان دارو استفاده نمود.

## آثار
- رساله آتشک[۲]
- رساله آتریلال: رساله جامعی دربارهٔ دارویی که برای درمان آتشک به کار برده می‌شد.
- ترکیبات شاهیه: کتاب جامعی دربارهٔ داروها و ترکیبات دارویی.
- رساله چوب چینی: قدیمی‌ترین مطلبی که راجع به بیخ‌چینی نوشته شده‌است، این رساله است که بعداً مبنای استناد و نوشته‌های اطبای دیگر نیز قرار گرفت.
- رساله ای در سنگ تریاق
- کتاب کوچکی دربارهٔ طب اطفال
- رساله ینبوع فی علم طب (جزوه‌ای دربارهٔ طب عمومی) کتاب در سال ۹۸۱ یعنی سال وفات شاه طهماسب به پایان رسیده و به احتمال زیاد آخرین کتاب عمادالدین نیز می‌باشد.
- تفسیری بر قانون ابن سینا (کتاب خطی که در کتابخانه سردار جنگ در حیدرآباد وجود داشته و منسوب به عمادالدین می‌باشد).
- رساله افیونیه یا رساله در تریاک: مهم‌ترین رساله‌ای است که در دوره صفویه راجع به تریاک نوشته شده‌است. این کتاب در زمان خود رواج زیادی داشت و هم‌اکنون نیز نسخ خطی فراوان از آن وجود دارد. یک نسخه از آن هم در کتابخانه ملی پزشکی ایالات متحده آمریکا موجود است. این نسخه در ۱۵۹۱ میلادی در کرمان تهیه شده‌است. مطالب و نوشته‌های این کتاب بر مبنای تجربیات شخصی نویسنده می‌باشد. عمادالدین که خود زمانی به تریاک معتاد شده بود توانست خود را معالجه نماید. این رساله اخیراً توسط دکتر رسول چوپانی تصحیح شده و به چاپ رسیده است.